# Halsdorf
Pour l’article homonyme, voir Jean-Marie Halsdorf.
Halsdorf est une municipalité allemande située dans le land de Rhénanie-Palatinat et l’arrondissement d'Eifel-Bitburg-Prüm.